# Kaschmir-Wühlmaus
Die Kaschmir-Wühlmaus (Hyperacrius fertilis) ist ein in Zentralasien verbreitetes Nagetier in der Unterfamilie der Wühlmäuse. Sie bildet zusammen mit der Pakistan-Wühlmaus (Hyperacrius wynnei) die Gattung Kaschmir-Wühlmäuse. Von der Lebensweise und den genetischen Eigenschaften ist die Art den Gebirgswühlmäusen (Alticola) sehr ähnlich.

## Merkmale
Mit einem fast tonnenförmigen Rumpf, einem kurzen Hals und einem kräftigen Kopf ist das Tier gut an die unterirdische Lebensweise angepasst. Es wird ohne Schwanz 87 bis 111 mm lang, die Schwanzlänge ist 19 bis 28 mm und das Gewicht liegt bei 21,5 bis 23 g. Am Ende des dicht behaarten Schwanzes ist eine Quaste vorhanden. Typisch sind kleine Augen, kleine Ohren und kurze Vibrissen. Das weiche und dichte Fell halt oberseits eine schwarzbraune Farbe, die an den Flanken heller wird und auf der Unterseite in ein hellgrau mit braunen Tönungen übergeht. Der Schwanz hat eine ähnliche Oberseite und ist unterseits leicht heller. An den Vorderpfoten sind lange Krallen vorhanden, während die Krallen der Zehen kürzer und breiter sind. Von den paarig angeordneten Zitzen der Weibchen liegen zwei auf der Brust und vier im Leistenbereich. Den molaren Zähnen fehlen Wurzeln.

## Verbreitung
Die Kaschmir-Wühlmaus lebt in der politisch umstrittenen Region Kaschmir, die von Indien und Pakistan beansprucht wird. Sie hält sich auf 2450 bis 3600 Meter Höhe auf. Dieses Nagetier bewohnt Bergwälder, Strauchflächen und Grasländer, teilweise oberhalb der Baumgrenze. So ersetzt sie in hohen Lagen die Pakistan-Wühlmaus.

## Lebensweise
Die tagaktiven Exemplare graben unterirdische Baue, in denen sie einen Großteil des Lebens verbringen. Baue für die Winterzeit und die Aufzucht der Nachkommen sind tiefer. Die Kaschmir-Wühlmaus hält keinen Winterschlaf. Das soziale Verhalten ist nicht sonderlich ausgeprägt, doch gelegentlich treten Kolonien auf, die sich nach einiger Zeit auflösen. Meist werden unterirdische Wurzeln und Knollen gefressen, die mit Stängeln von Gräsern oder Steppenkerzen komplettiert werden. In der warmen Jahreszeit kommen 2 oder 3 Würfe mit Jungtieren vor.

## Gefährdung
Intensive Nutzung von Weideflächen, mit Tieren, die in die Baue einbrechen und größere Siedlungen wirken sich negativ aus. Die IUCN schätzt die Größe des Verbreitungsgebiets auf 2000 km² oder etwas größer und listet die Art in der Vorwarnliste (near threatened).